# Оптом дешевле (фильм, 1950)
«Оптом дешевле» (англ. Cheaper by the Dozen) — американская семейная комедия, снятая режиссёром Уолтером Лэнгом по одноимённому автобиографическому роману Фрэнка Гилбрета-младшего и Эрнестины Гилбрет Кэри. Премьера состоялась 31 марта 1950 года в Нью-Йорке. Фильм был снят с использованием технологии «Техниколор» с Леоном Шамроем в качестве оператора.

## Сюжет
Действие происходит в городке Монтклэр, в штате Нью-Джерси. Эксперт по эффективности Фрэнк Гилбрет пытается применить результаты своих исследований к воспитанию двенадцати детей.

## В ролях
- Клифтон Уэбб — Фрэнк Банкер Гилбрет
- Джинн Крейн — Энн Гилбрет
- Мирна Лой — Миссис Лилиан Гилбрет
- Бетти Линн — Дебра Ланкастер
- Эдгар Бьюкенен — Доктор Бёртон
- Барбара Бейтс — Эрнестина Гилбрет
- Милдред Нэтвик — Миссис Мибейн
- Сара Олгуд — Миссис Монаган

## Интересные факты
- Слоган картины: «Он — новый отец своей страны!» (англ. He’s the New Father of His Country!)
- Название книги и фильма происходит от шутки, которую произнёс Фрэнк Гилбрет, когда незнакомый мужчина спросил, как ему удалось завести столько детей. На это Гилбрет ответил, что «оптом они дешевле».

## Продолжение и ремейк
После успеха первого фильма, Гилбрет и Кэри написали продолжение своего романа под названием «Belles on Their Toes», по которой в 1952 году был снят сиквел «Оптом дешевле 2», выпущенный всё той же студией «20th Century Fox».
В начале XXI века свет увидели ремейк первого фильма — «Оптом дешевле» (2003) — и его продолжение «Оптом дешевле 2» (2005). В главных ролях снялись Стив Мартин и Бонни Хант, а также Том Уэллинг и Хилари Дафф. Однако его можно назвать ремейком с натяжкой: за исключением большой семьи с 12 детьми, у сюжетов фильмов нет ничего общего. Кроме того, новая версия отличается оптимизмом: в ней отсутствует грустный финал оригинальной картины.
В 2022 году вышел ещё один ремейк от Walt Disney Pictures.

## Технические параметры
- Съёмки: 20 октября 1949 — 23 декабря 1949
- Формат изображения: 1.37 : 1
- Формат копии: 35 mm
- Формат съёмок: 35 mm
- Изображение: цветное